# Žipovské mrtvé rameno
Žipovské mrtvé rameno je přírodní památka v oblasti Prešov.
Nachází se v katastrálním území obce Vyšný Žipov v okrese Vranov nad Topľou v Prešovském kraji. Území bylo vyhlášeno či novelizováno v roce 1990 na rozloze 2,2724 ha. Ochranné pásmo nebylo stanoveno.